# Krabbeln

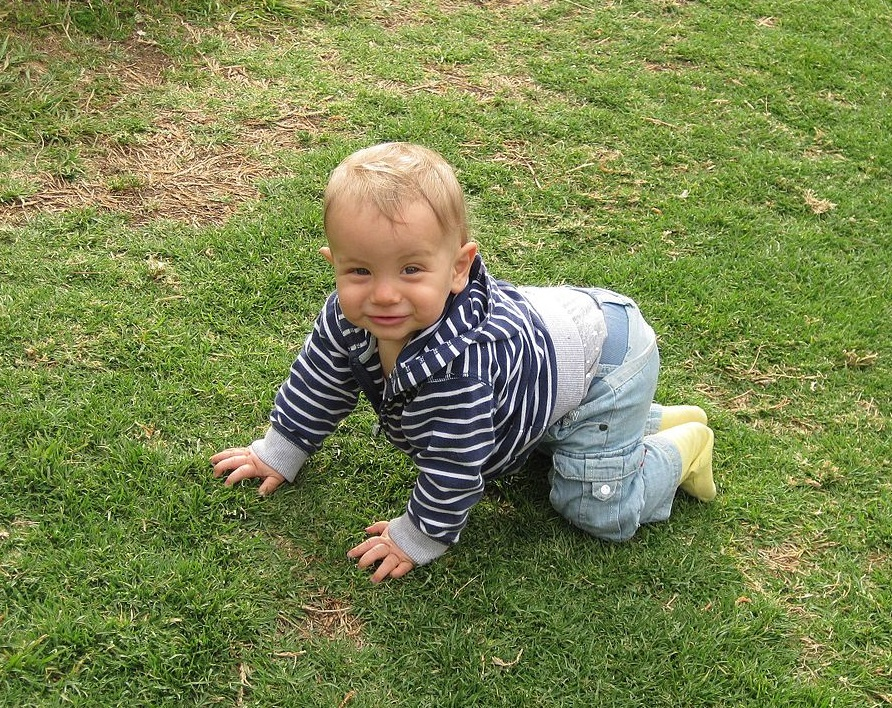
Krabbeln im Freien

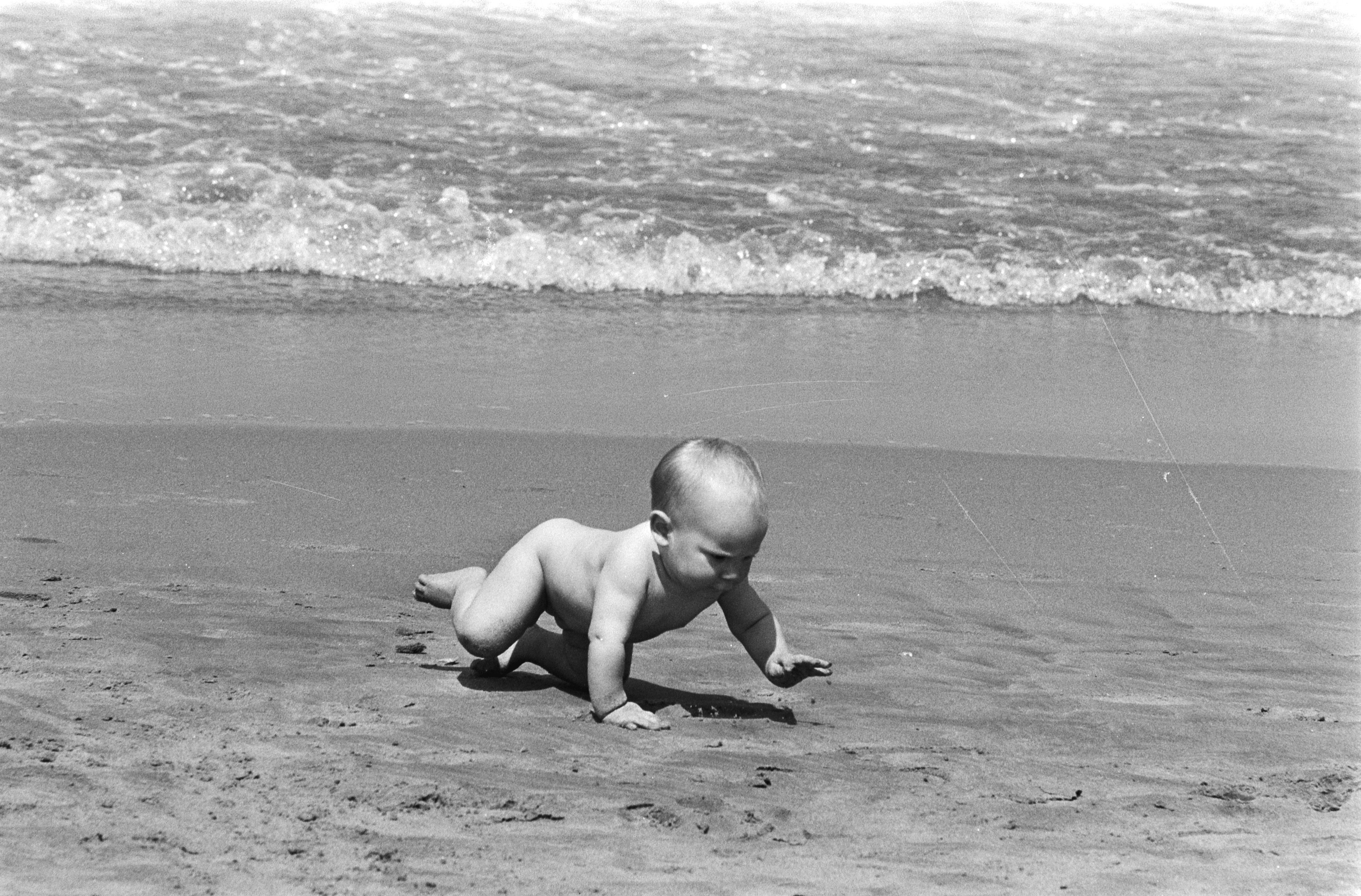
Krabbelndes Baby. Hier ist die Kreuzbewegung deutlich erkennbar.

Das Krabbeln ist die Fortbewegung des Kindes auf Händen und Knien beziehungsweise Unterschenkeln, wobei das Kind den Rumpf vom Boden abhebt. Es ist die nächste Stufe der Fortbewegung nach dem Kriechen und beginnt etwa im zehnten Lebensmonat. Beim Krabbeln werden Muskeln und Koordinationsvermögen des Kindes trainiert. Mit dem Beginn des Krabbelns und der vermehrten Mobilität beginnt ein Kind zunehmend, seine Umwelt zu erkunden.
Als Krabbeln wird darüber hinaus die Fortbewegungsart vieler Tiere bezeichnet, besonders der Insekten, Spinnentiere und Krebse.

## Bedeutung  des Krabbelns
Die meisten Kinder lernen in der zweiten Hälfte des ersten Lebensjahres zu krabbeln, allerdings ist das Krabbeln keine unbedingte Voraussetzung für das Erlernen des freien Gehens. Manche Kinder ersetzen das Krabbeln durch Formen des Robbens oder durch Vorwärtsschieben des Körpers im Sitzen („Porutscher“). 
Auch nach dem Gehenlernen krabbeln viele Kinder noch einige Zeit. 
Entwicklungspsychologen betonen immer wieder die Bedeutung des Krabbelns für die Ausbildung der kindlichen Grundmotorik. Die Kinder automatisieren beim Krabbeln Kreuzbewegungen, indem sie zur gleichen Zeit Körperteile der linken und rechten Körperseite entgegengesetzt bewegen. So wird die Zusammenarbeit von rechter und linker Gehirnhälfte trainiert. Dieses Zusammenspiel ist für viele Bereiche der Entwicklung bedeutend, z. B. beim Erlernen von Lesen und Schreiben.
Aus den seit Mitte der 1970er-Jahre von Remo H. Largo geleiteten Zürcher Langzeitstudien an ca. 700 Kindern geht hervor, dass etwa 13 % der Kinder andere Fortbewegungsarten wählen (Robben, Rollen, Porutschen usw.). Die Studien belegen, dass dies keine Auswirkungen auf die spätere Entwicklung oder schulischen Leistungen der Kinder hat.